# شابرات الماء
شابرات الماء أو قيّاسات الماء (الاسم العلمي Hydrometridae)، فصيلة حشرات من نصفيات الأجنحة. حشراتها هوام طوال الأرجل تقمص فوق الماء كمأنها تذرعه. أجناسها وانواعها عديدة.